# Eleccions legislatives austríaques de 1990

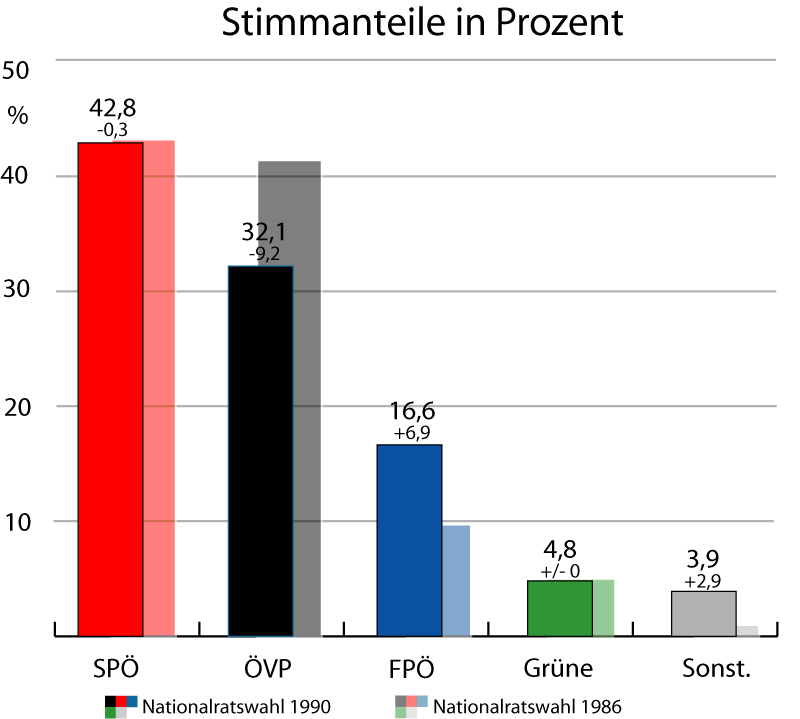
Gràfic de barres amb els resultats de les eleccions legislatives.

Les eleccions legislatives del 1990 a Àustria, al Consell Nacional van ser el 7 d'octubre de 1990. Els socialdemòcrates foren la força més votada i Franz Vranitzky fou nomenat canceller.

## Resultats
Resum dels resultats electorals de 7 d'octubre de 1990 al Consell Nacional d'Àustria
| Partits                    | Partits                                                                                                  | Vots      | +/- | %     | +/-  | Escons | +/- |
| -------------------------- | --- | --------- | --- | ----- | ---- | ------ | --- |
|                            | Partit Socialdemòcrata d'Àustria (Sozialdemokratische Partei Österreichs)                                | 2.012.787 |     | 42,8  | -0,3 | 80     | ±0  |
|                            | Partit Popular d'Àustria (Österreichische Volkspartei)                                                   | 1.508.600 |     | 32,1  | -9,2 | 60     | -17 |
|                            | Partit Liberal d'Àustria (Freiheitliche Partei Österreichs)                                              | 782.648   |     | 16,6  | +6,9 | 33     | +15 |
|                            | Els Verds (Die Grünen – Die Grüne Alternative)                                                           | 225.084   |     | 4,8   | =    | 10     | +2  |
|                            | Verds Units d'Àustria-Fòrum Ciutadà del Medi Ambient (Vereinte Grüne Österreichs-Das Umwelt-Bürgerforum) | 92.277    |     | 2,0   | +1,8 | —      |     |
|                            | Associació dels Assegurats (Verband der Sozialversicherten)                                              | 35.833    |     | 0,8   |      | —      | ±0  |
|                            | Partit Comunista d'Àustria (Kommunistische Partei Österreichs)                                           | 25.682    |     | 0,3   | -0,3 | —      | ±0  |
|                            | Comunitat Electoral Cristiana (Christliche Wählergemeinschaft)                                           | 9.263     |     | 0,2   |      | —      | ±0  |
|                            | Partit Demòcrata Cristià (Christdemokratische Partei)                                                    | 6.194     |     | 0,1   |      | —      |     |
|                            | Plataforma Electoral dels Horrors d'Àustria (Wahlplattform der Grauen Österreichs)                       | 3.996     |     | 0,1   |      | —      |     |
|                            | Fritz George                                                                                             | 2.530     |     | 0,1   |      | —      |     |
|                            | Total (participació 83,58%)                                                                              | 4.704.644 |     | 100.0 |      | 183    |     |
| Font: Siemens Austria, BMI | |           |     |       |      |        |     |